# Nome (Dakota del Nord)
Nome è un centro abitato (city) degli Stati Uniti, situato nella Contea di Barnes nello Stato del Dakota del Nord. Nel censimento del 2000 la popolazione era di 70 abitanti. La città è stata fondata nel 1901.

## Geografia fisica
Secondo i rilevamenti dell'United States Census Bureau, la località di Nome si estende su una superficie di 1,10 km², tutti occupati da terre.

## Popolazione
Secondo il censimento del 2000, a Nome vivevano 70 persone, ed erano presenti 20 gruppi familiari. La densità di popolazione era di 66 ab./km². Nel territorio comunale si trovavano 38 unità edificate. Per quanto riguarda la composizione etnica degli abitanti, il 95,71% era bianco e il 4,29% apparteneva a due o più razze.
Per quanto riguarda la suddivisione della popolazione in fasce d'età, il 25,7% era al di sotto dei 18, il 4,3% fra i 18 e i 24, il 24,3% fra i 25 e i 44, il 14,3% fra i 45 e i 64, mentre infine il 31,4% era al di sopra dei 65 anni di età. L'età media della popolazione era di 43 anni. Per ogni 100 donne residenti vivevano 100,0 maschi.